# Molukse dwergooruil
De Molukse dwergooruil (Otus magicus) is een vogelsoort uit de familie van de Strigidae (uilen).

## Verspreiding en leefgebied
Deze soort komt voor op de Molukken en de kleine Soenda-eilanden en telt zeven ondersoorten:
- O. m. albiventris: de kleine Soenda-eilanden (Soembawa, Flores, Besar, Lomblen).
- O. m. bouruensis: Buru (de zuidelijke Molukken).
- O. m. kalidupae: Kaledupa (Tukangbesi-eilanden).
- O. m. leucospilus: de noordelijke Molukken (Halmahera, Kasiruta en Batjan).
- O. m. magicus: de zuidelijke Molukken (Seram en Ambon).
- O. m. morotensis: Morotai (de noordelijke Molukken).
- O. m. obira: het eiland Obi (de centrale Molukken).

## Status
De grootte van de populatie is niet gekwantificeerd maar de soort wordt omschreven als plaatselijk algemeen. Op de Rode lijst van de IUCN heeft deze soort de status niet bedreigd.